# Suillus plorans
Suillus plorans (Léon Louis Rolland, 1890 ex Otto Kuntze (1898) din încrengătura Basidiomycota, în familia Suillaceae și de genul Suillus, este o ciupercă comestibilă rară care coabitează, fiind un simbiont micoriza (formează micorize pe rădăcinile arborilor). O denumire populară nu este cunoscută. Trăiește în România, Basarabia și Bucovina de Nord preponderent în regiuni montane pe sol calcaros solitară sau în grupuri mici, în păduri de conifere și la marginea lor, adesea pe mușchi și printre afine, exclusiv sub zimbrii. Timpul apariției este din iunie până în octombrie (noiembrie).

## Taxonomie

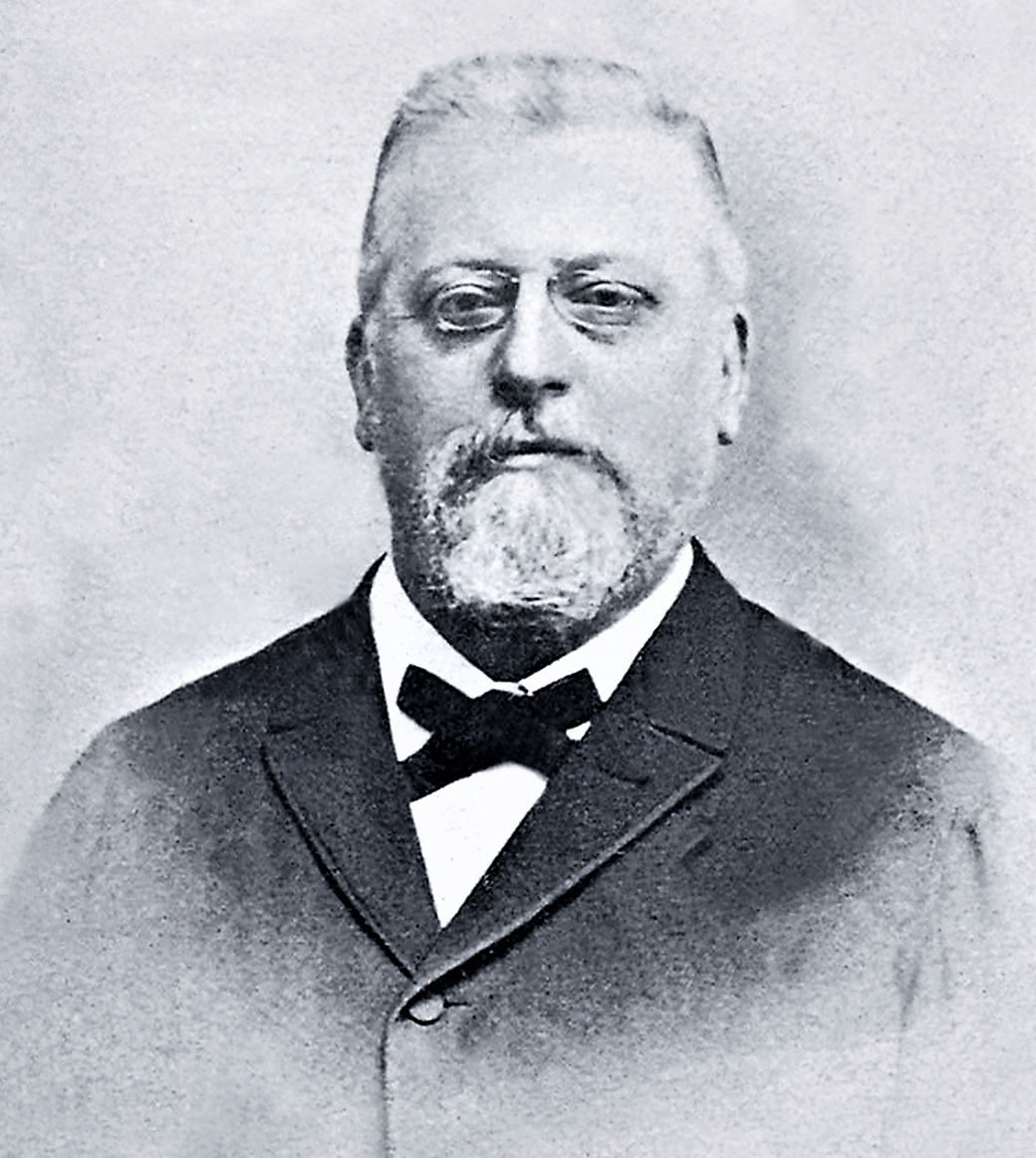
Léon Louis Rolland

În 1889, specia a fost determinată de micologul francez (Léon Louis Rolland mai întâi drept Boletus plorans var. eleutheros în volumul 3 al Journal de Botanique Morot,  iar un an mai târziu l-a redefinit drept Boletus plorans, de verificat în volumul 5 al Bulletin de la Société mycologique de France, fiind numele binomial stabilit.
Micologul german Otto Kuntze a transferat specia corect la genul Suillus sub păstrarea epitetului în volumul 3 al operei sale Revisio generum plantarum - vascularium omnium atque cellularium multarum secundum leges nomenclaturae… din 1898 care este numele curent valid (2021).
În urmă au fost făcute numai puține încercări de redenumire sau descriere de varietăți, astfel Boletus plorans subsp. cyanescens Singer  (1965), Boletus eleutheros (Rolland)  J.Blum (1969)  și Boletus plorans var. cyanescens (Singer) Blanco-Dios (2018) care sunt acceptate sinonim. 
Epitetul specific este derivat din cuvântul latin (latină plorans=plângând, se văitând), datorită aspectul piciorului pe exterior precum ai porilor în tinerețe.

## Descriere
- Pălăria: are un diametru de 4-10 (12) cm, este cărnoasă, compactă în tinerețe, dar spongioasă și moale în vârstă, fiind inițial semisferică cu marginea răsfrântă în jos, apoi convexă și ulterior aplatizată cu marginea subțire. Cuticula care se pleacă numai puțin deasupra marginii, are un aspect catifelat, tapițat cu fibre sau punctulețe ațoase închis cenușii sau gri-brune orânduite radial, devenind în vârstă goală. Este uscată până slab lipicioasă, dar la umezeală unsuroasă, chiar vâscoasă. Coloritul variază, el poate fi murdar galben de paie, galben-maroniu, galben-măsliniu, brun până închis brun-măsliniu.
- Tuburile: scurte, rotunjoare până slab unghiulare, aderate la picior, foarte rar chiar puțin decurente și greu de îndepărtat de carnea pălăriei sunt la început galben-maronii, mai târziu deschis brun-măslinii.
- Porii: mici (mai puțin de 1 mm), rotunjori, uneori alungiți radial emană în primul rând în stadiu mai tânăr picături lăptoase de gutație care, odată uscate, lăsa în urmă pete brune. Coloritul este brun-roșcat, la bătrânețe măsliniu. Nu se decolorează la apăsare.
- Piciorul: are o înălțime de 6-12 cm și o lățime de 1,5-2,5 cm, este plin, cărnos, aproape cilindric, spre bază îngroșat în formă de măciucă, nu rar mai lung decât diametrul pălăriei. Coaja colorată murdar galben de șofran până portocaliu este presărată cu punctulețe geodeze inițial albicioase, apoi brun-roșiatice și în sfârșit brun-purpurii până brun-negricioase care emană în tinerețe o mulțime de picături lăptoase în primul rând în partea superioară a tijei. Miceliul bazal este pufos și roz. Tulpina nu prezintă un inel.
- Carnea: este fermă în tinerețe, devenind la maturitate spongioasă în pălărie, fiind albicioasă și străbătută de pete mari șofrănii care adesea estompează una în alta, fiind pe lângă pori gălbuie și la bază roșiatică. Nu se decolorează după tăiere. Mirosul este fructuos cu nuanțe de migdale sau nuci, la baza odată tăiată puternic de migdale amare și gustul blând, plăcut acrișor.
- Caracteristici microscopice: are spori deschis galben-maronii, netezi și elipsoidali cu o mărime de 7,6-11,7 x 3,2-4,8 microni. Pulberea lor este brun-măslinie. Basidiile clavate cu 4 sterigme fiecare, măsoară 25-35 x 5,4-8,2 microni și cistidele (elemente sterile situate în stratul himenal sau printre celulele din pielița pălăriei și a piciorului, probabil cu rol de excreție) fusiforme, uneori și clavate, hialine, bej până deschis brun-măslinii, pe alocuri încrustate maroniu, au o dimensiune de 45-80 x 6,4-8 microni. Apar foarte des în mănunchiuri la pori, în domeniul tuburilor mai puțin. Pileocistidele (elemente sterile de pe suprafața pălăriei) constau din hife septate și pigmentate de 3-7 (10) µm lățime.[12][13]
- Reacții chimice: carnea se decolorează cu  acid sulfuric puternic galben și cu hidroxid de potasiu deschis purpuriu până vinaceu.[14]

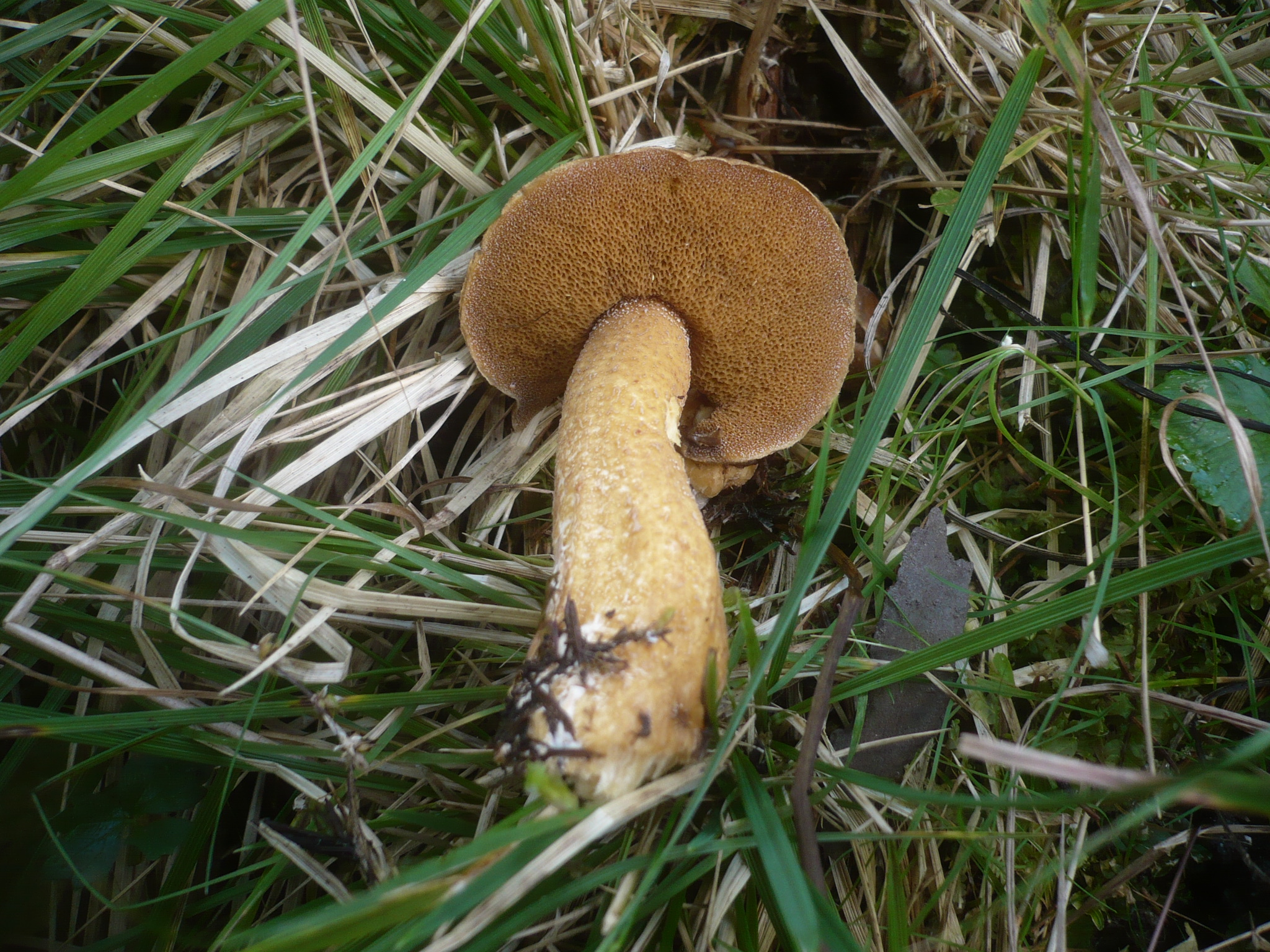
S. plorans, lamele din apropiere, lamele și picior
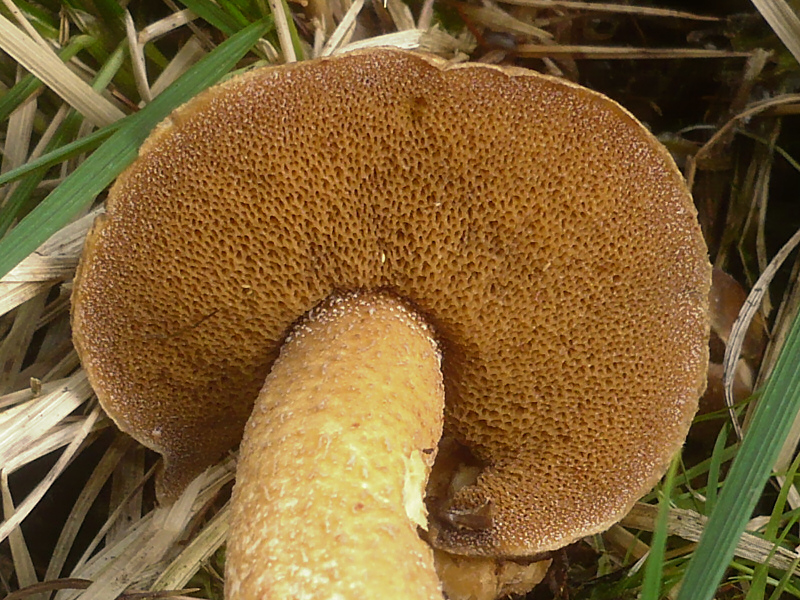
S. plorans, lamele din apropiere

## Confuzii
Buretele poate fi confundat în special cu Suillus collinitus, sau Suillus granulatus care emană și ei un lichid lăptos în tinerețe, dar, după uscare, de asemenea cu alte specii de genul Suillus precum cu soiuri foarte apropiate, toate comestibile, cum sunt: Buchwaldoboletus lignicola sin. Pulveroboletus lignicola, Chalciporus piperatus, sin. Boletus piperatus, Gyrodon lividus, Suillus bovinus, Suillus bresadolae, Suillus flavidus, Suillus grevillei, Suillus luteus sin. Boletus suillus, Suillus mediterraneensis sin. Suillus leptopus, Suillus tridentinus, Suillus variegatus, Suillus viscidus, și Xerocomus ferrugineus sin. Boletus ferrugineus. sau Xerocomus subtomentosus.

## Specii asemănătoare în imagini

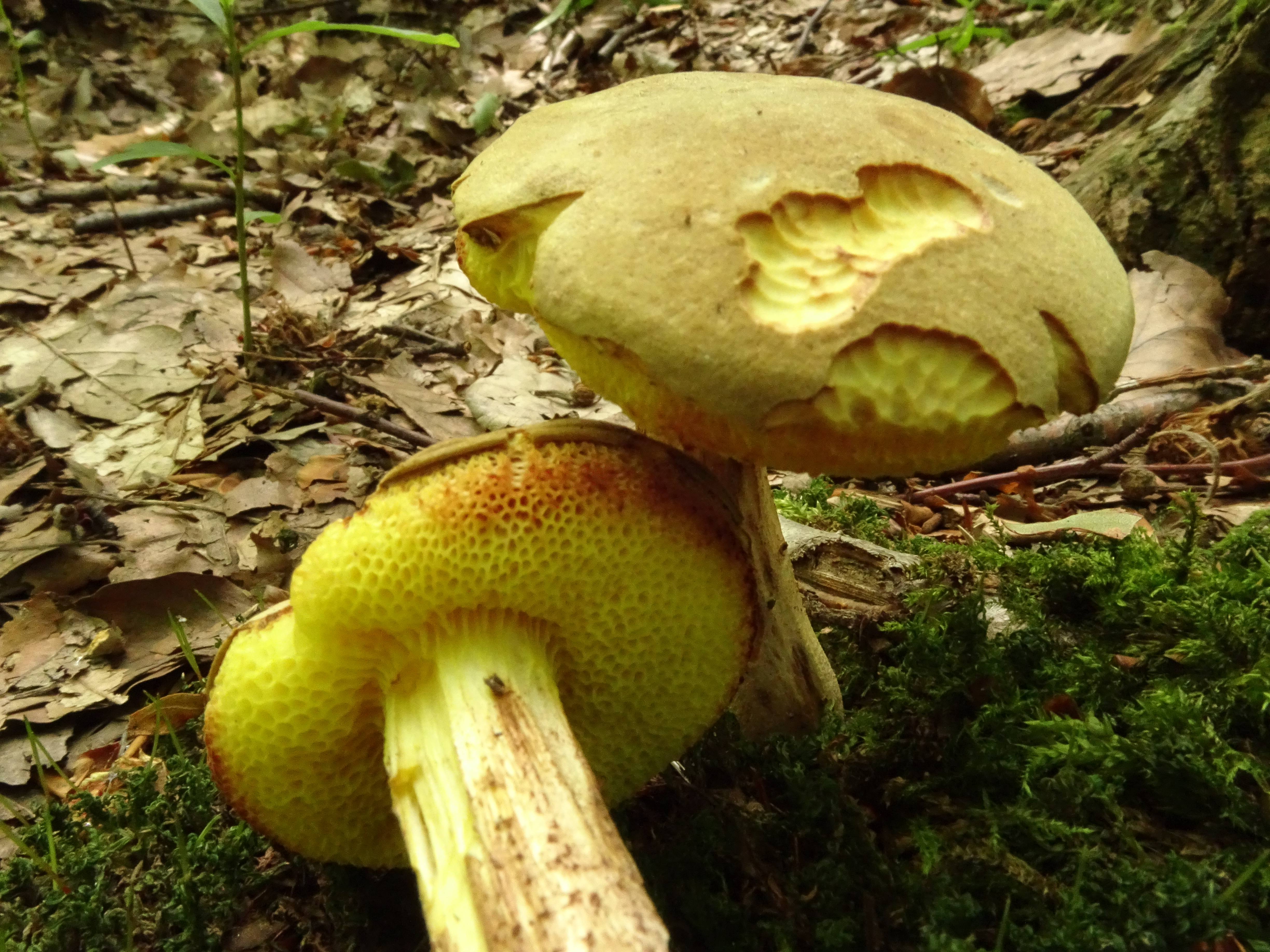
Boletus subtomentosus
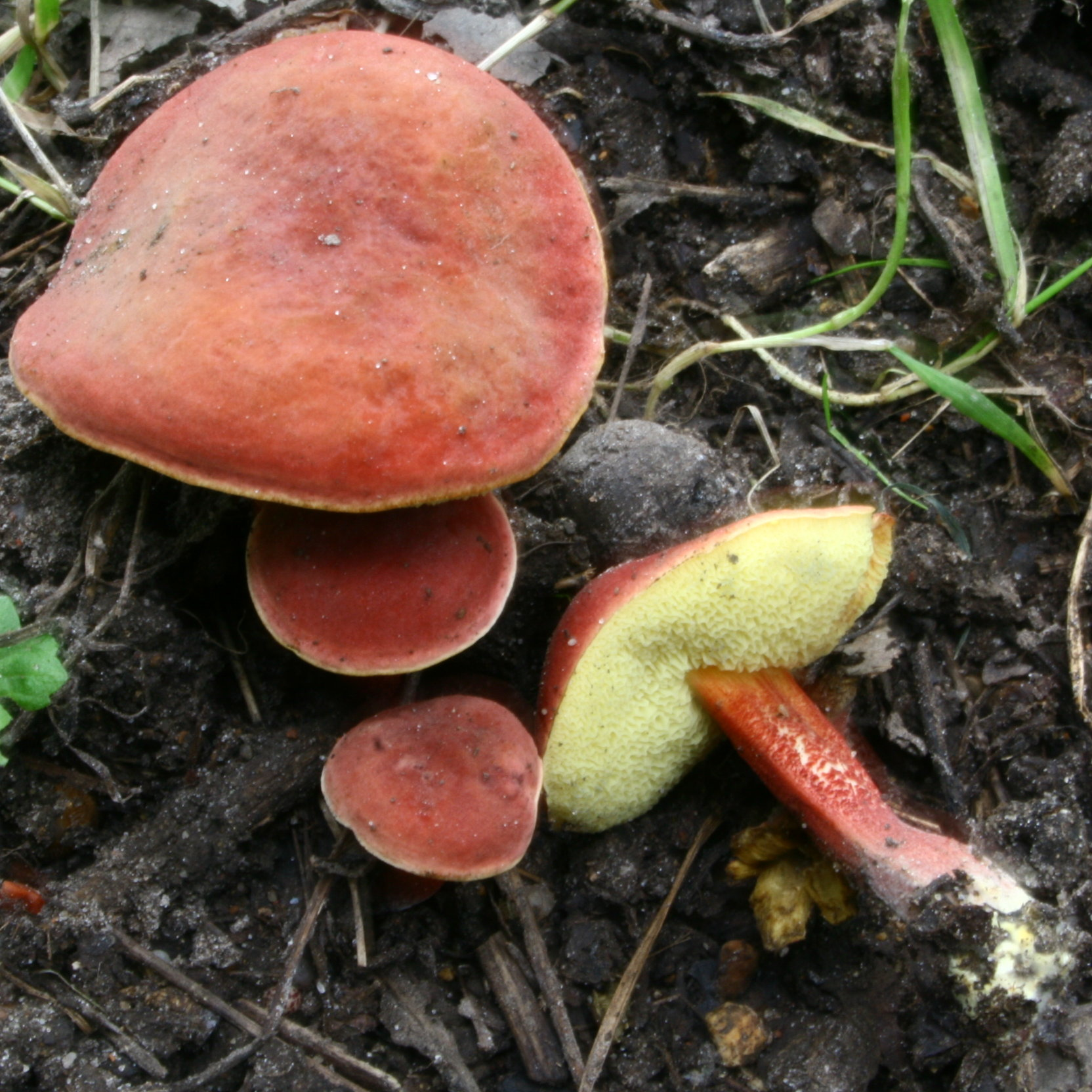
Boletus rubellus sin. Hortiboletus rubellus
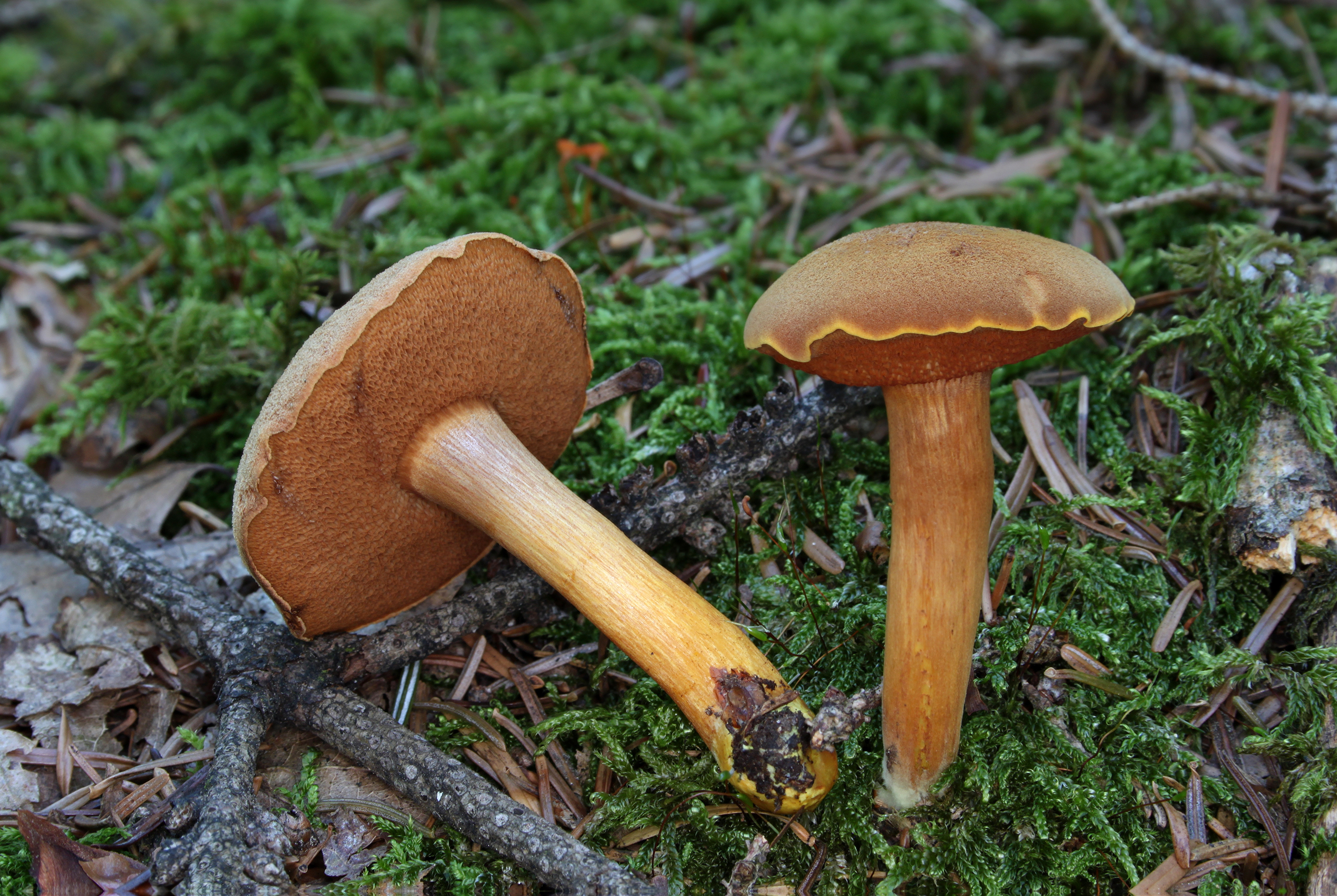
Chalciporus piperatus
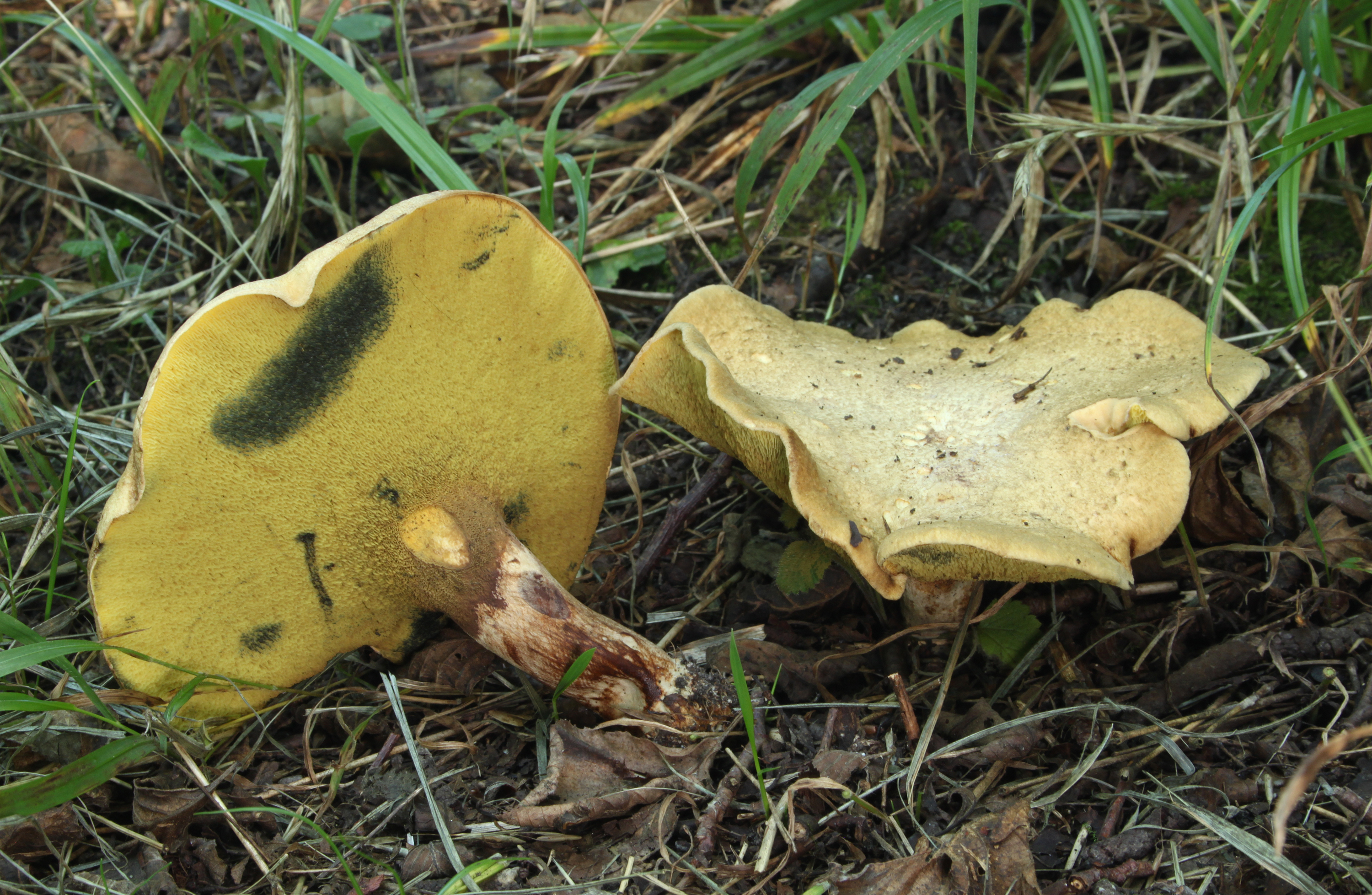
Gyrodon lividus
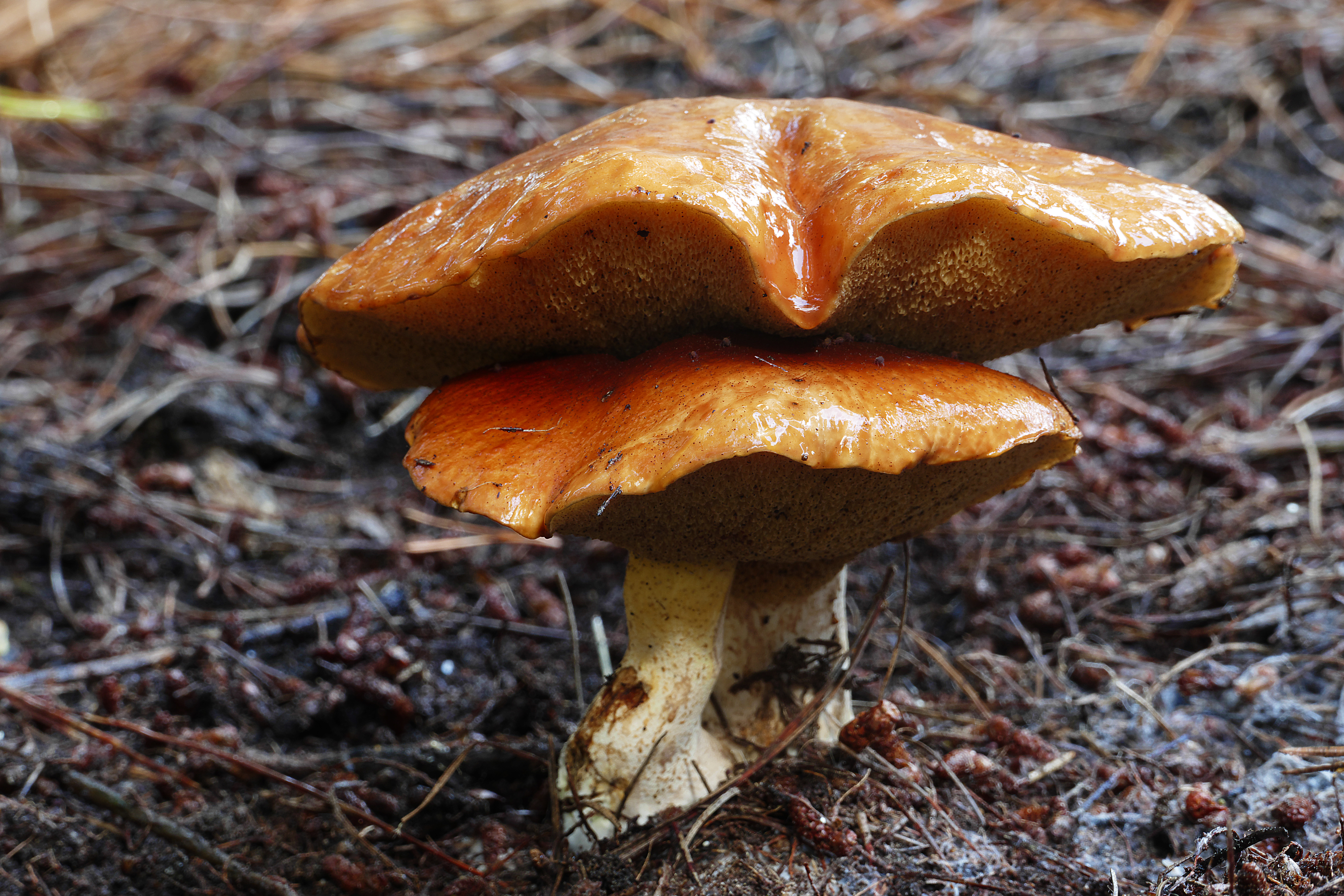
Suillus bovinus
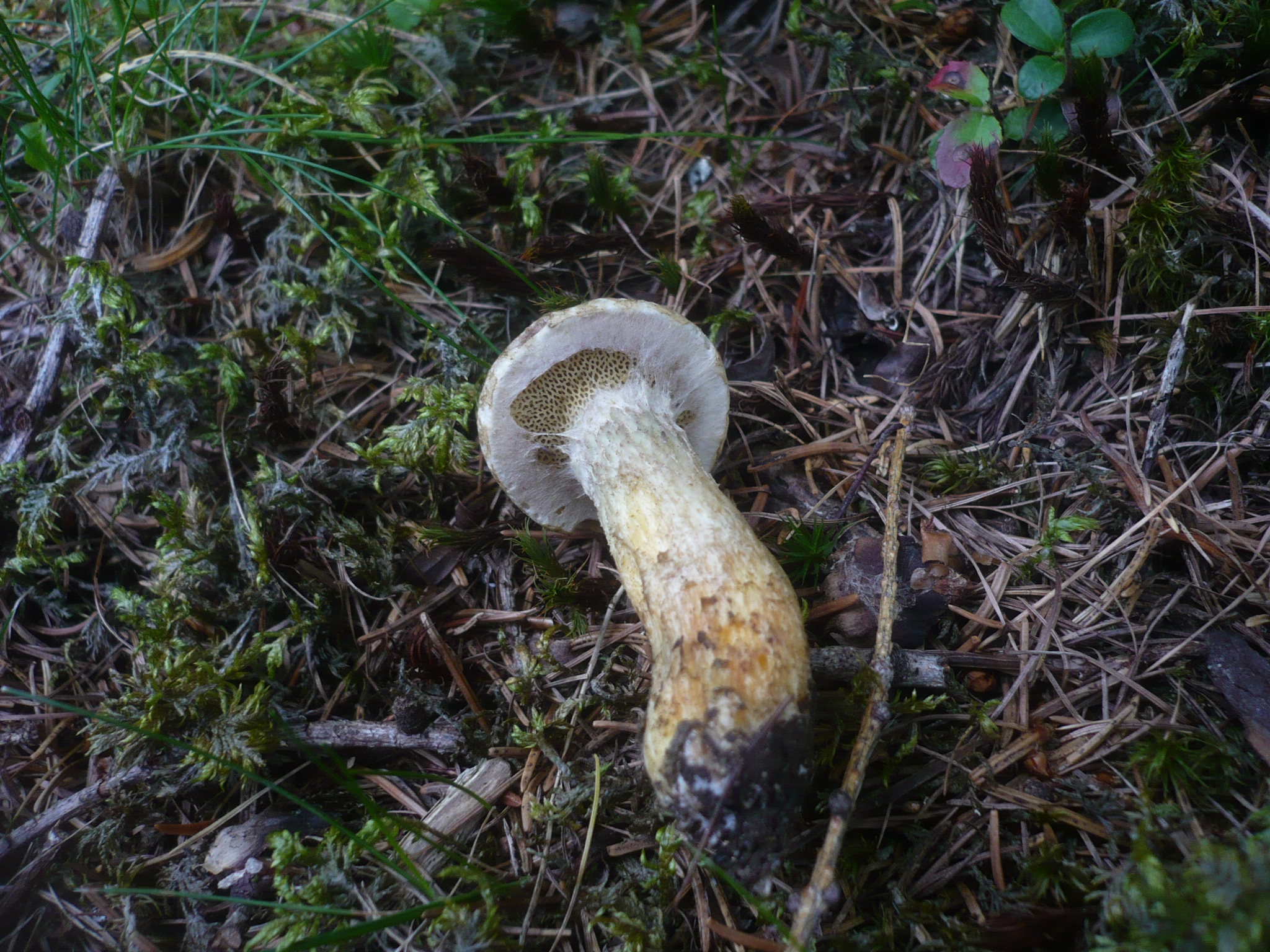
Suillus bresadolae
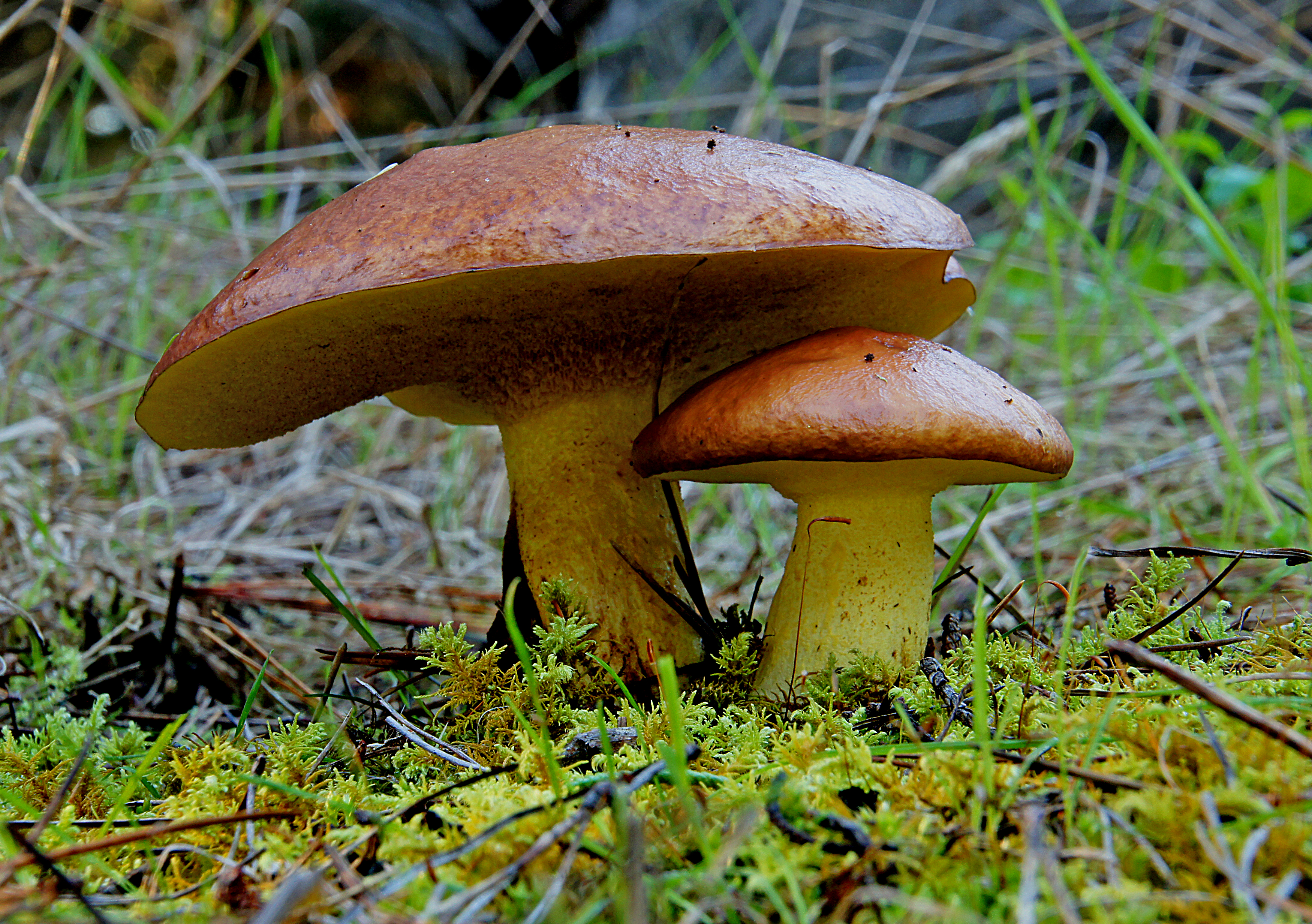
Suillus collinitus
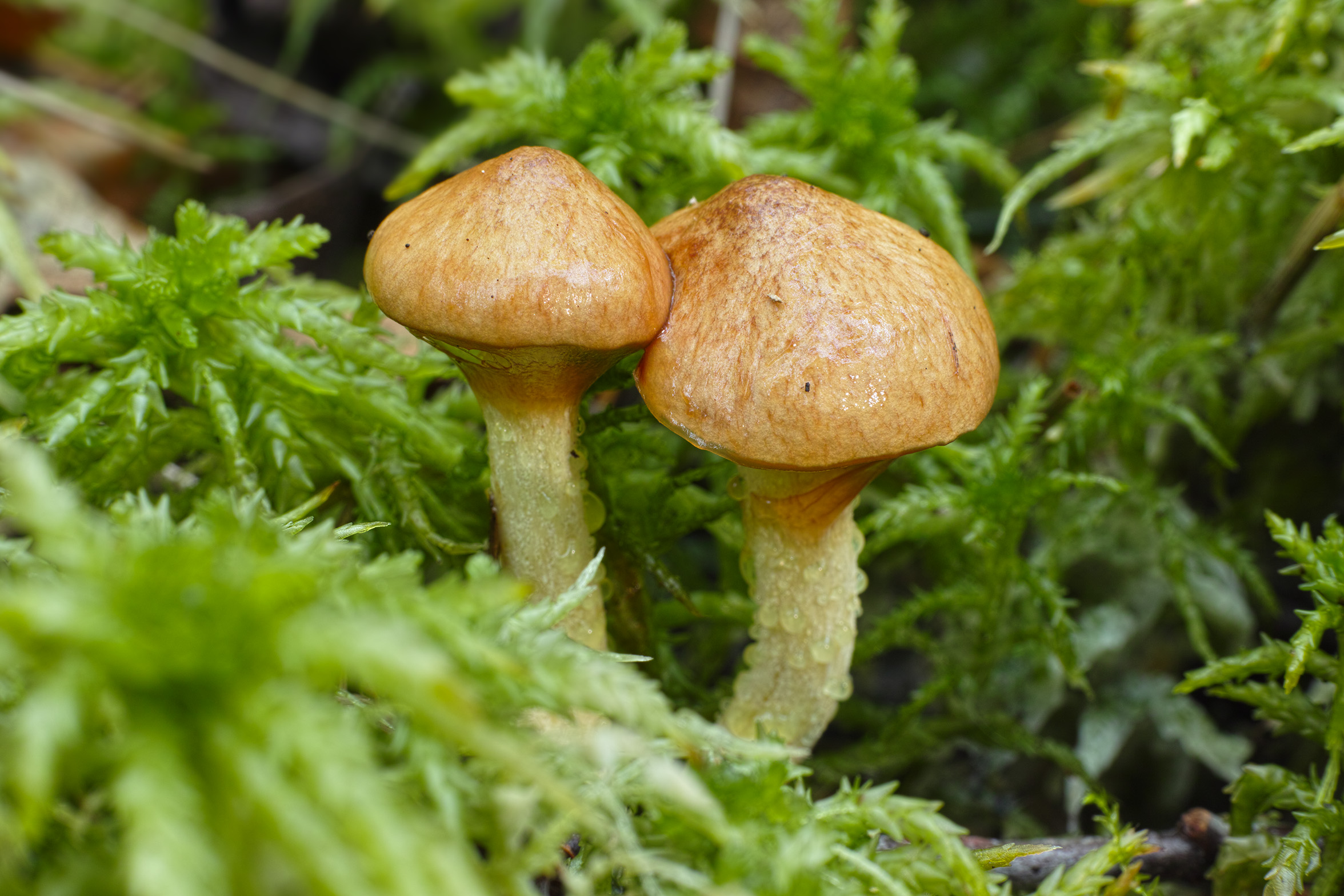
Suillus flavidus
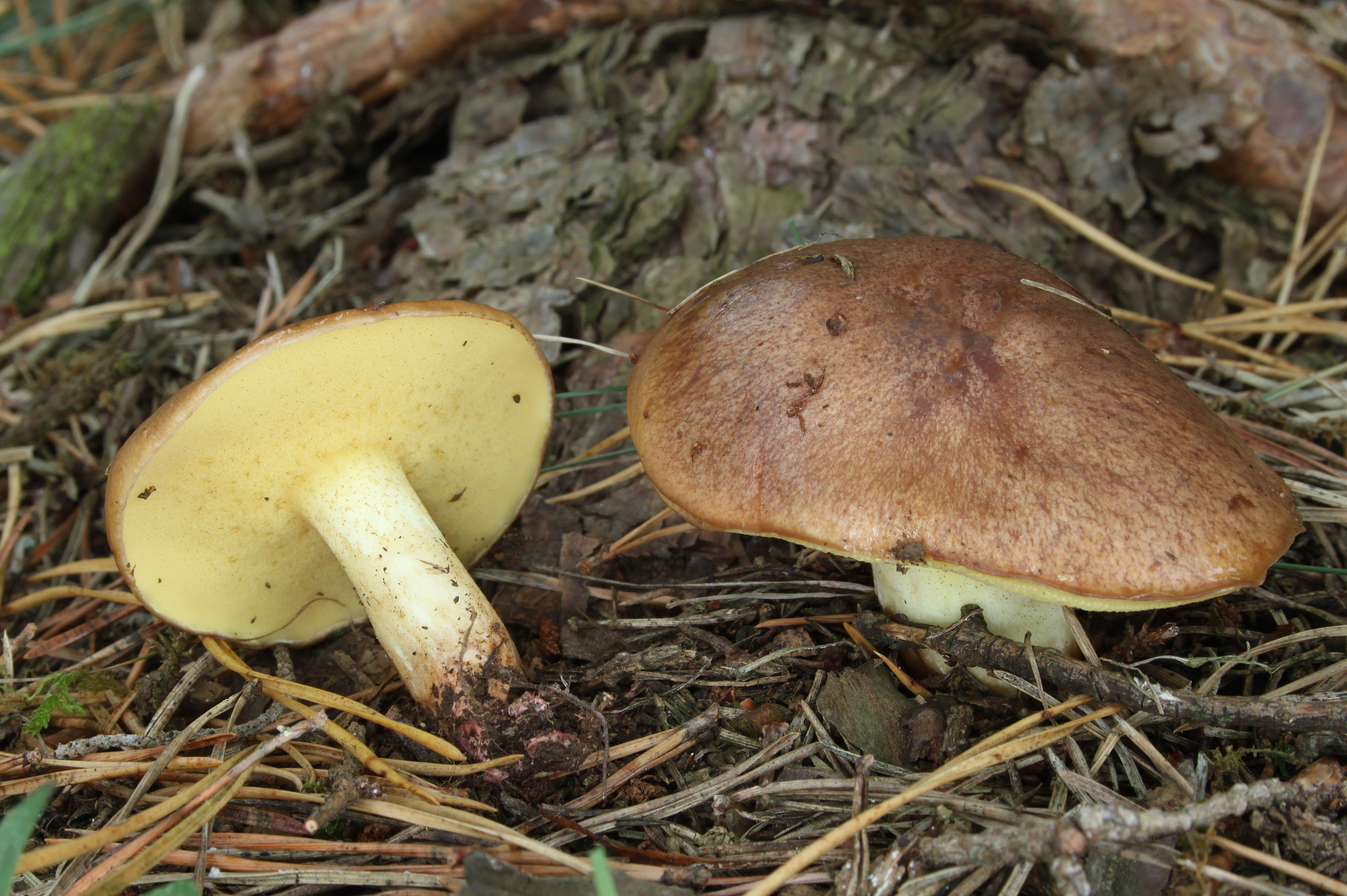
Suillus granulatus

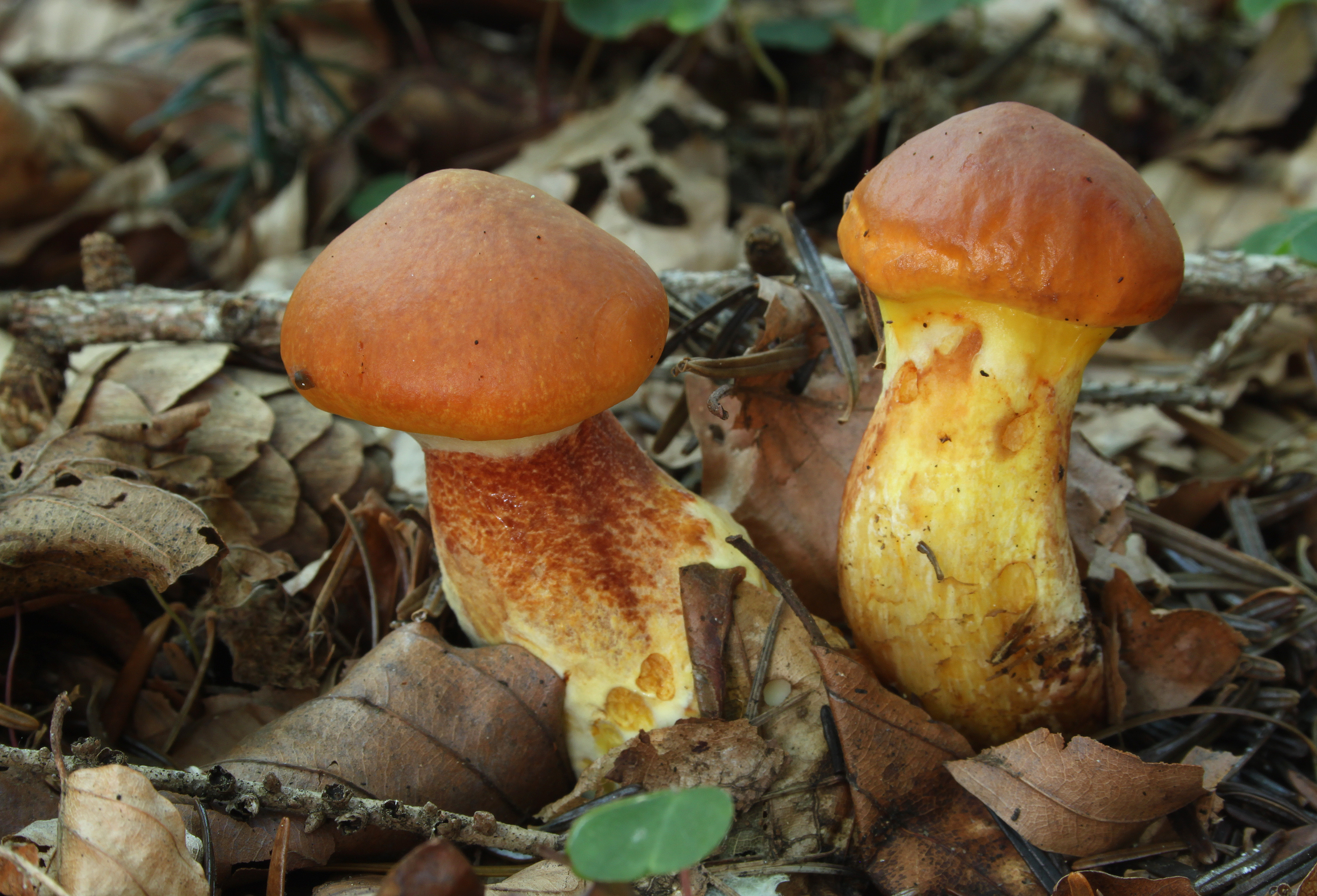
Suillus grevillei
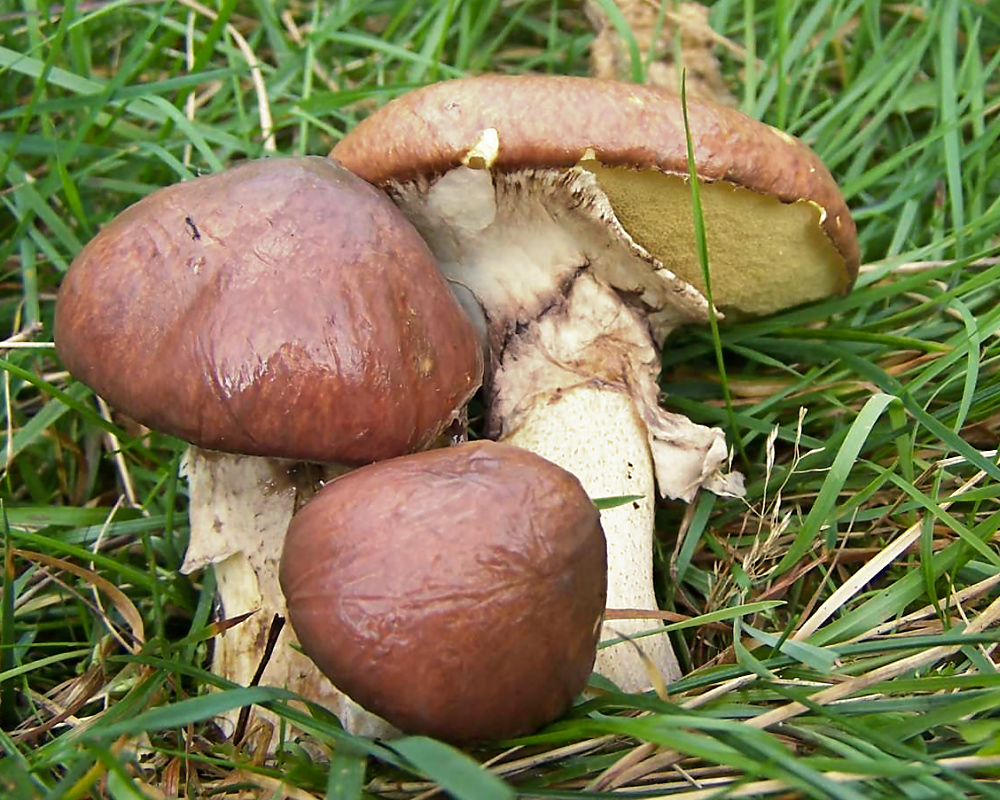
Suillus luteus
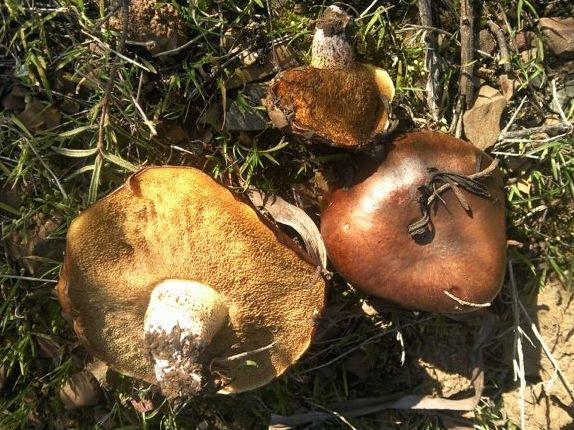
Suillus mediterraneensis sin. Suillus leptopus
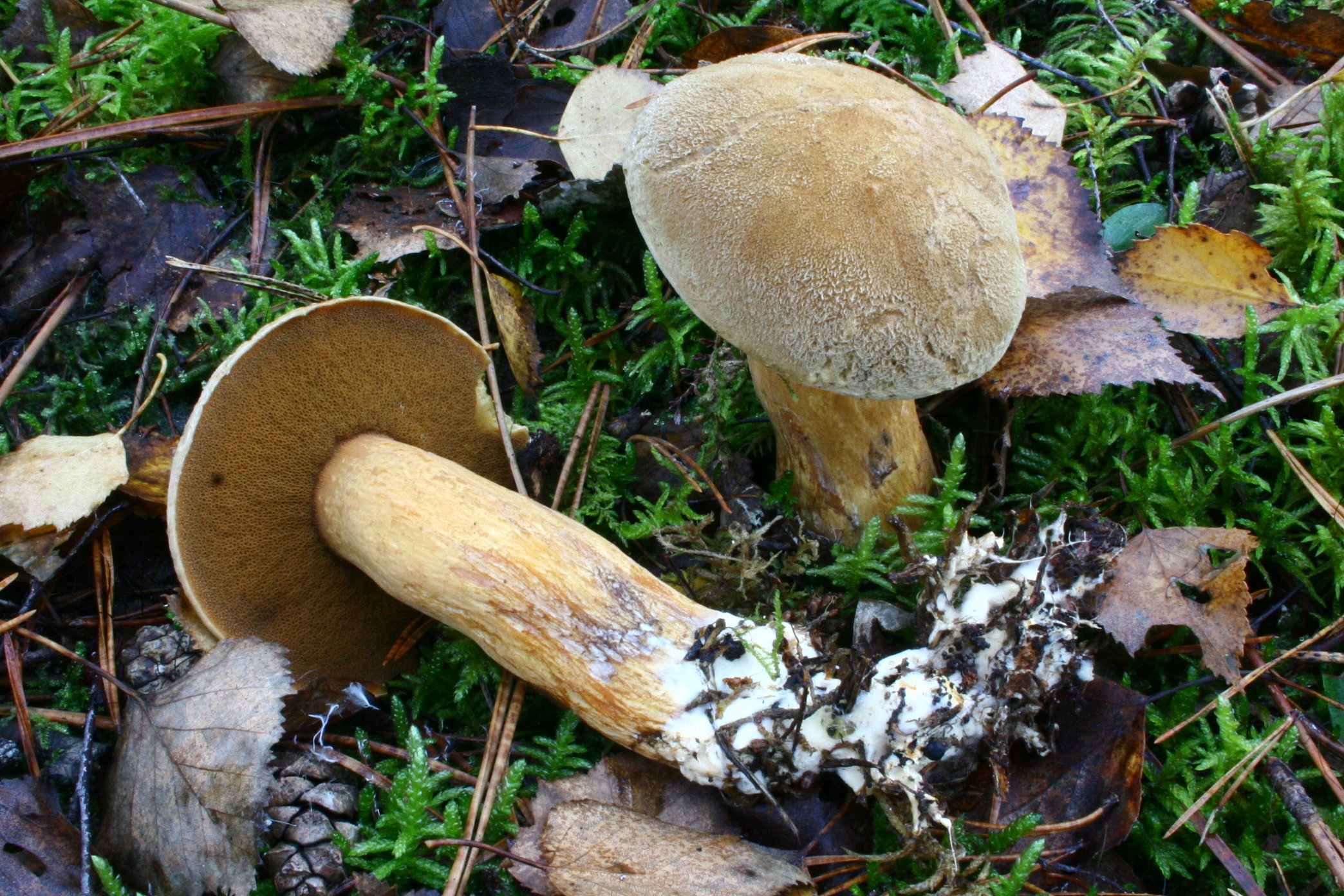
Suillus variegatus
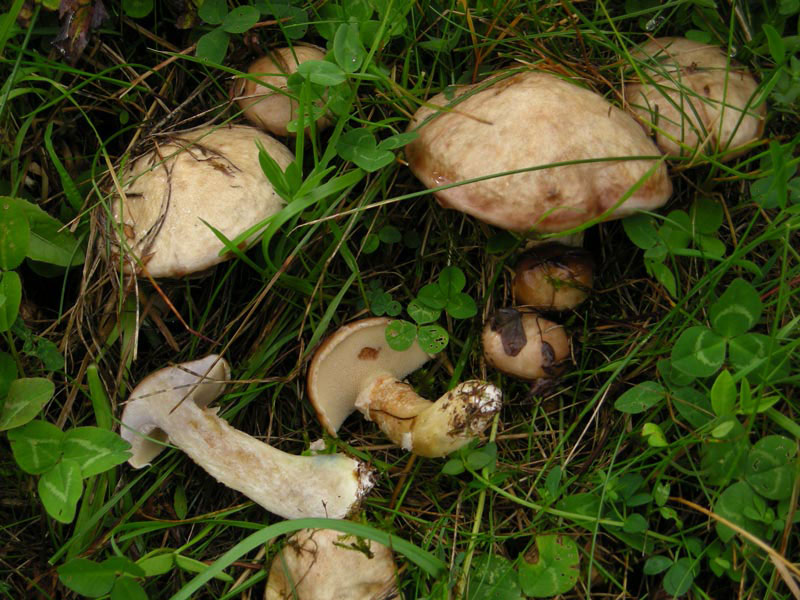
Suillus viscidus
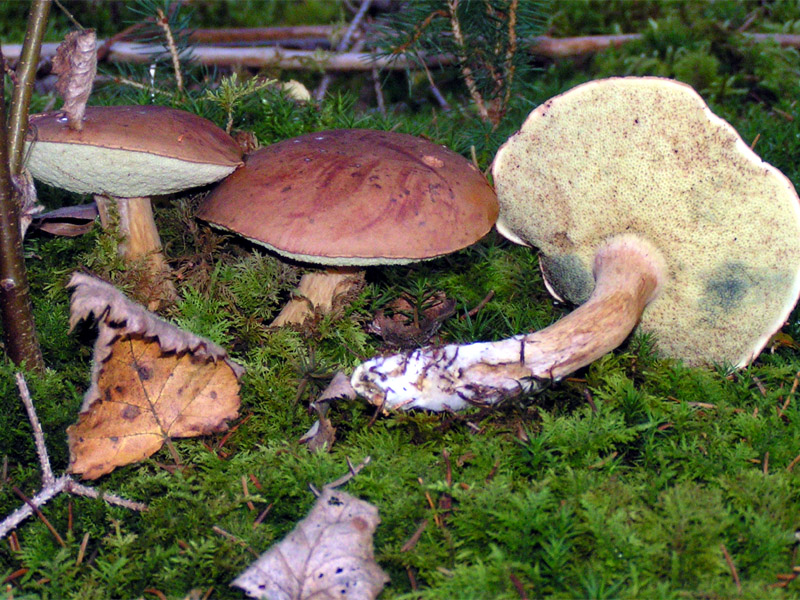
Xerocomus badius
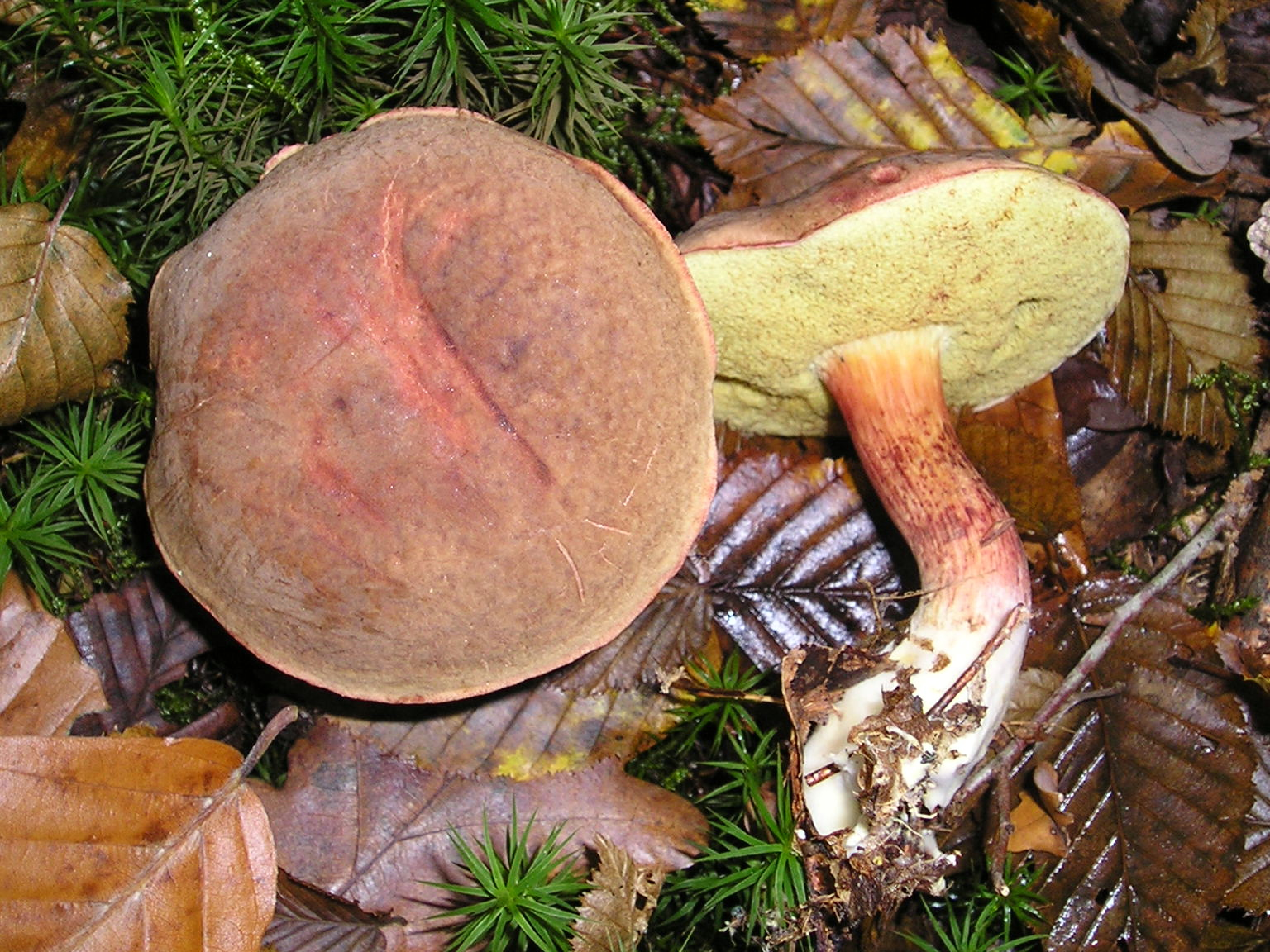
Xerocomus sin. Xerocomellus chrysenteron
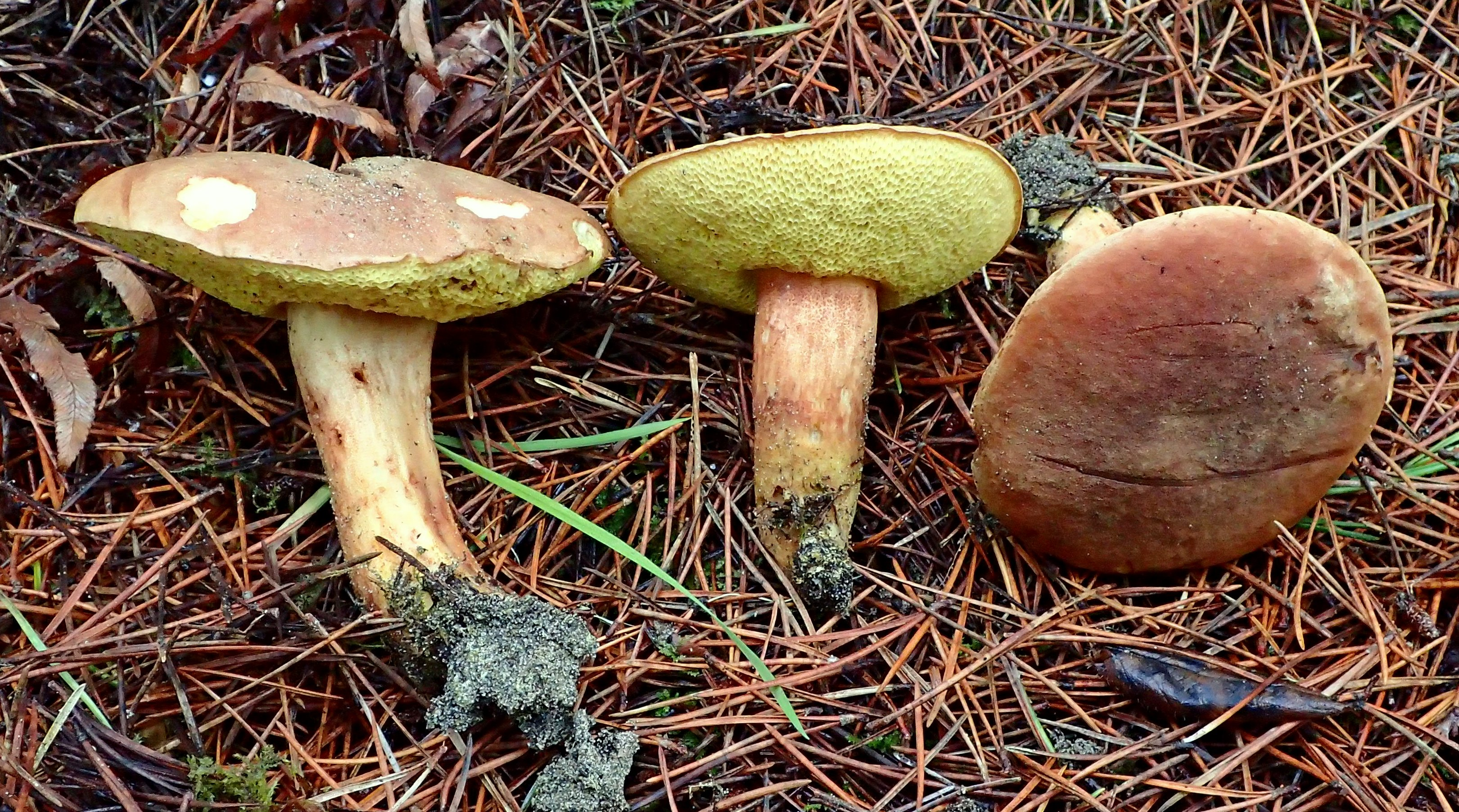
Xerocomus ferrugineus sin. Boletus ferrugineus

## Valorificare
Acest burete este destul de gustos și poate fi pregătit în bucătărie ca hribul murg. Piciorul trebuie decojit, la exemplare cu cuticulă unsuroasă se îndepărtează și ea (cel mai bine deja în pădure), iar la cele bătrâne și porii. Se potrivește pentru uscat și se pretează de asemenea la conservarea în oțet sau ulei.